# Gaio Ottavio Lenate
Gaio Ottavio Lenate (in latino: Gaius Octavius Laenas; 10 a.C. circa – 37) è stato un magistrato romano, console dell'Impero romano.

## Biografia
Homo novus proveniente dalla città marsicana di Marruvium, Lenate era con ogni probabilità figlio del quattuorvir quinquennalis municipale di Marruvium, Ottavio Lenate, e di una Sergia, verosimilmente figlia del patrizio Lucio Sergio Plauto, attestato come membro dei Salii Palatini (e forse anche come praetor peregrinus nel 2, sebbene questo sia più probabilmente un fratello di Sergia, figlio di Plauto). Il matrimonio con l'antica gens Sergia portò agli Octavii Laenates appoggi che si sarebbero rivelati importanti: una sorella omonima di Sergia sposò infatti Gaio Rubellio Blando, proconsole di Creta e Cirene sotto Augusto, dalla quale questi ebbe l'omonimo Gaio Rubellio Blando, console suffetto nel 18 e marito della nipote di Tiberio Giulia Livia, e probabilmente Lucio Rubellio Gemino, console ordinario nel 29 (altrimenti si può pensare che questo fosse figlio di un fratello del console del 18). Queste due importanti figure erano quindi cugini di Lenate.
Della carriera di Lenate non è noto quasi nulla. Il primo incarico documentato è il consolato, ricoperto come suffetto da luglio a dicembre del 33, sostituendo insieme a Lucio Salvio Otone i nobilissimi Lucio Livio Ocella (Servio) Sulpicio Galba e Lucio Cornelio Silla Felice. Il secondo incarico noto è quello di curator aquarum, carica in cui Lenate sostituì l'amico di Tiberio e giureconsulto Marco Cocceio Nerva, suicida per inedia nel 33, forse proprio sotto il consolato di Lenate. Frontino afferma che il mandato di Lenate durò dal 34 fino al 38, quando fu sostituito da Marco Porcio Catone, console suffetto del 36. Sembra quindi verosimile che Lenate sia morto alla fine del 37.
Lenate ebbe da moglie ignota almeno due figli: Sergia Plautilla, che andò in sposa al figlio del suicida Nerva da cui ebbe il futuro imperatore Nerva, nipote quindi di Lenate; e Lucio Ottavio Lenate, marito di Rubellia Bassa, figlia probabilmente del cugino Gaio Rubellio Blando e di Giulia Livia, i quali sarebbero poi diventati i nonni del console ordinario del 131 Sergio Ottavio Lenate Ponziano.